# Бенвиль-о-Мируар
Бенви́ль-о-Мируа́р (фр. Bainville-aux-Miroirs ) — коммуна во французском департаменте Мёрт и Мозель, региона Лотарингия. Относится к  кантону Аруэ.

## География
Бенвиль-о-Мируар расположен в 30 км к югу от Нанси и в 80 км к югу от Меца. Соседние коммуны: Мангонвиль на севере, Вирекур и Виллакур на северо-востоке, Сен-Жермен на востоке, Гриппор на юго-западе, Лебёвиль на западе, Лемениль-Митри на северо-западе.

## Демография
Население коммуны на 2010 год составляло 349 человек.
| 1962 | 1968 | 1975 | 1982 | 1990 | 1999 | 2010 |
| ---- | ---- | ---- | ---- | ---- | ---- | ---- |
| 291  | 263  | 276  | 277  | 298  | 316  | 349  |

## Достопримечательности
- Средневековый замок Бенвиль-о-Мируар, сооружённый по крайней мере до 1263 года графом де Водемон Генрихом I де Водемон. Был разрушен лотарингцами в 1468 году.
- Замок де Бенжевиль, сооружён в 1844 году Клодом-Эмилем Бинже.

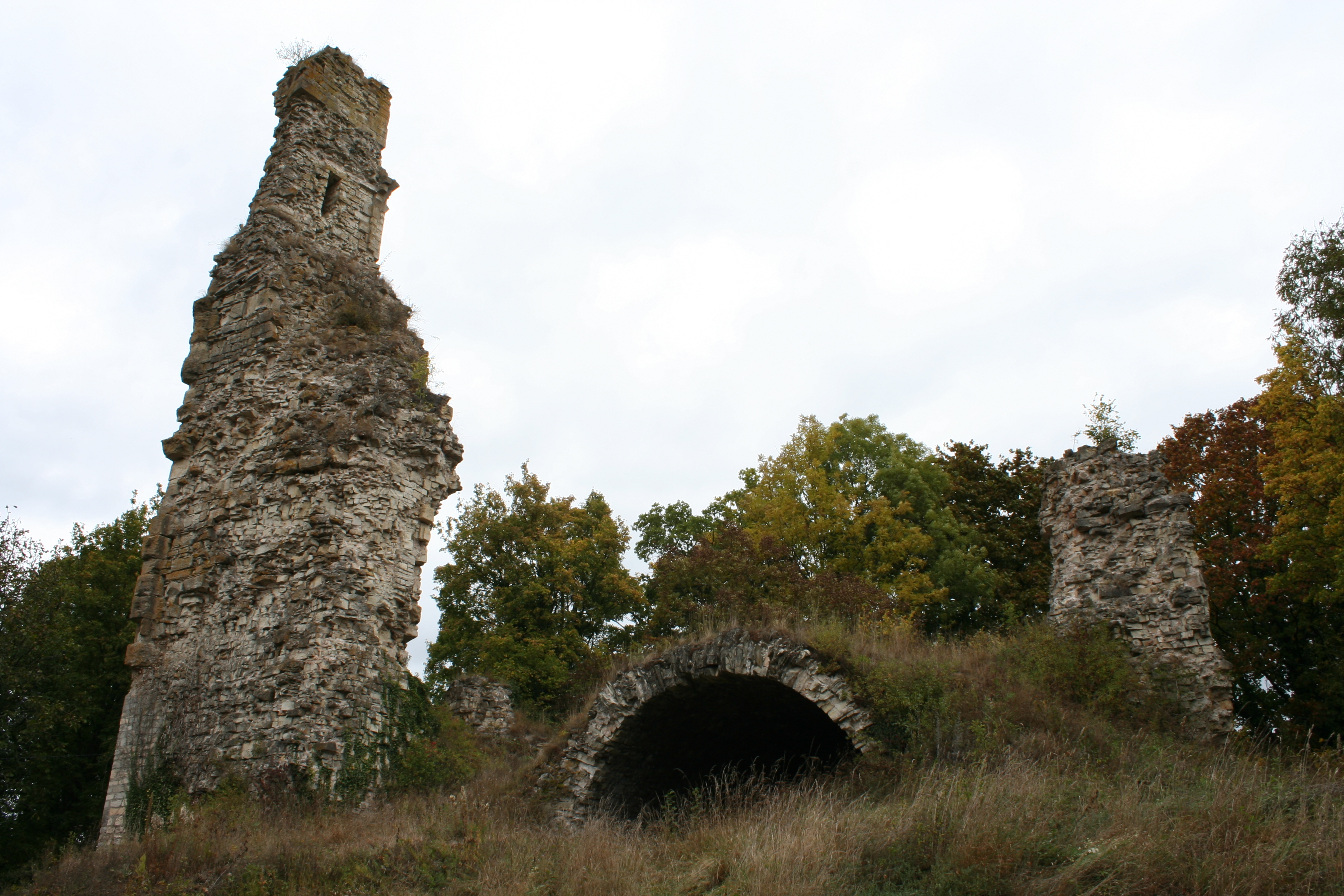
Развалины замка Бенвиль-о-Мируар.